# Sayulapan
Sayulapan es una localidad del municipio de Zacoalco de Torres ubicado en la región sur del estado mexicano de Jalisco.

## Geografía
La localidad se ubica a 9.6 kilómetros (en dirección noroeste) de la localidad de Zacoalco de Torres, la cabecera y lugar más poblado del municipio. Se sitúa en las coordenadas geográficas 20°09′59″N 103°37′46″O / 20.166389, -103.629444, a una elevación de 2,100 metros sobre el nivel del mar.

## Demografía
Según el Conteo de Población y Vivienda 2020, efectuado por el Instituto Nacional de Estadística y Geografía, la localidad de Sayulapan tiene 203 habitantes, de los cuales 109 son del sexo masculino y 94 del sexo femenino. Su tasa de fecundidad es de 2.89 hijos por mujer y tiene 51 viviendas particulares habitadas.
| Gráfica de evolución demográfica de Sayulapan entre 1900 y 2020 |
|                                                                 |
| INEGI.                                                          |